# Ramon Miller
Ramon Miller (nacido el 17 de febrero de 1987) es un velocista de Bahamas.

## Carrera
Formó parte del equipo de las Bahamas equipo ganador de la medalla de oro en el relevo 4 x 400 metros varonil en los Juegos Olímpicos de Pekín 2008, después de correr en las eliminatorias.
Miller está actualmente matriculado en la Universidad Estatal de Dickinson donde ganó nueve campeonatos nacionales en pista y campo de NAIA en su carrera de cuatro años. Miller fue nombrado el artista más destacado de su último encuentro nacional de NAIA después de ganar en los 400 metros y ayudar a los equipos de relevos 4x200 y 4 x 400 en ganar títulos. Ramon ganó una medalla de bronce en la Comunidad de Juegos XIX, en Delhi la India un año más tarde ganó una medalla de bronce en los Juegos Panamericanos 2011 en Guadalajara México. También ganó el oro en los Juegos Olímpicos de Londres 2012 con el equipo de 4 x 400 de Bahamas frente al favorito EE. UU. con un récord nacional.